# Cascina Giajone
La Cascina Giajone, o Giaione, è una cascina storica di Torino, situata nella Città Giardino del quartiere Mirafiori Nord. Costruzione campestre di rilevanza documentaria ed ambientale, si tratta di un esempio significativo della peculiare cascina in pianura con torre colombara.

## Storia

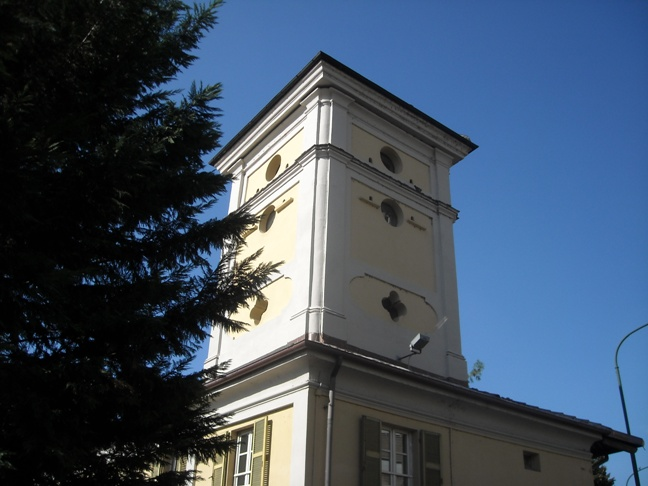
La Torre Colombaria della cascina

Nella Carta della Montagna di Torino redatta da Vittorio Amedeo La Marchia, che ritrae Torino tra il 1694 ed il 1703, la cascina Iayon figura per la prima volta. Il nome in questione derivava forse dal piemontese ghiajron o giajron (ghiaia grossa, ciottolo), poiché in passato era ivi presente una cava.
Durante l'assedio di Torino (1706) la cascina, come altre della zona, risultò pesantemente coinvolta negli eventi bellici.
Tra il 1762 e il 1785, il conte Giuseppe Martini Montù di Beccaria fece radere al suolo e ricostruire la vecchia cascina ora 'Giaion' dei Padri della Consolata d'Asti. Nella Guida alle Cascine e Vigne del Territorio di Torino e suoi contorni (1790), l’architetto Giovanni Amedeo Grossi descrive il nuovo edificio in questo modo: “[…] L’edificio di dette cascine formanti tre maniche, due delle quali sono lunghe trenta trabucchi [90 metri] circa, fabbricati tutti di nuovo da pochi anni, è una de’ singolari edificij, che vi sono sul territorio di Torino, che gareggia co’ migliori di què contorni; comode sono le abitazioni pegli affittajuoli, e bovari, grandiose le stalle tutte a volta, ed i granaij, tuttoché posti al secondo piano, vi si ha nondimeno l’accesso colle bestie per via di comode rampe; in dette cascine sono impiegati continuamente sei paja di buoi essendo composte da 180 giornate […]”.
Nel Catasto Particellare (1823) di Andrea Gatti, “Il Giajone” appare come un corpo di fabbrica a corte chiusa e con planimetria a “C”, di proprietà del nobile Luca Martin di San Martino.
Tra il XIX e il XX secolo, la cascina ospitò l'allevamento della Società Torinese Cavalli.
A metà agosto 1943, durante i bombardamenti alleati, una bomba precipitò nella corte distruggendo due fabbricati. Il soffio dell'ordigno provocò il distacco della copertura, varie lesioni, e rottura violenta della chiassileria di un piano. Numerose altre bombe colpirono i dintorni.
Negli anni successivi fu deposito di rottami, abitazione di fortuna e comprensorio di officine. Abbandonata e degradata per molto tempo (dopo il 1972 venne abbattuto l’edificio delle scuderie), nella seconda metà degli anni '80 fu restaurata e ristrutturata allo scopo di accogliere gli uffici della circoscrizione, ai quali si aggiunse la Biblioteca Civica Alessandro Passerin d'Entrèves (già Biblioteca Civica Cascina Giaione) nel 1992.
Nel 1996 ospitò la mostra I Guastafeste del Centro Arti Umoristiche e Satiriche.

## Descrizione

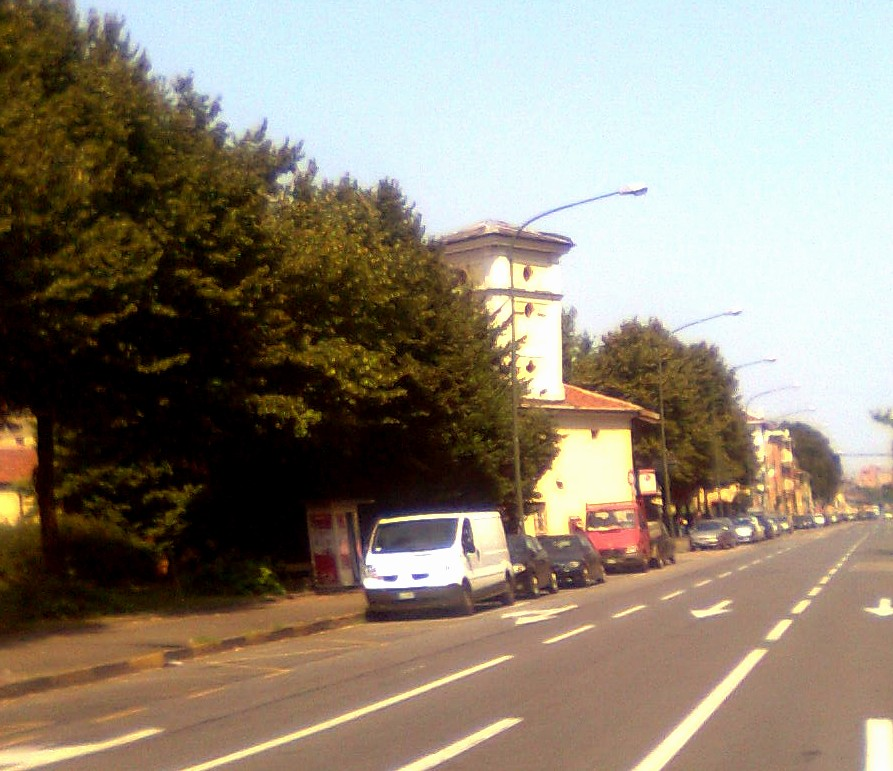
Vista da Via Guido Reni

Il complesso è costituito da 3 corpi di fabbrica su tre lati, a formare una corte rettangolare limitata sul quarto lato da una recinzione muraria.
Il progettista dello stabile rurale è ignoto, ma la ricercatezza compositiva delle diverse parti funzionali suggerisce possa trattarsi di qualche autorevole architetto che operasse nella capitale sabauda in quel tempo.